# دوکودوف دروگی
دوکودوف دروگی (به لهستانی:  Dokudów Drugi) یک روستا در لهستان است که در گمینا بیاوا پودلاسکا واقع شده‌است.